# 格雷格·史密斯 (1979年)

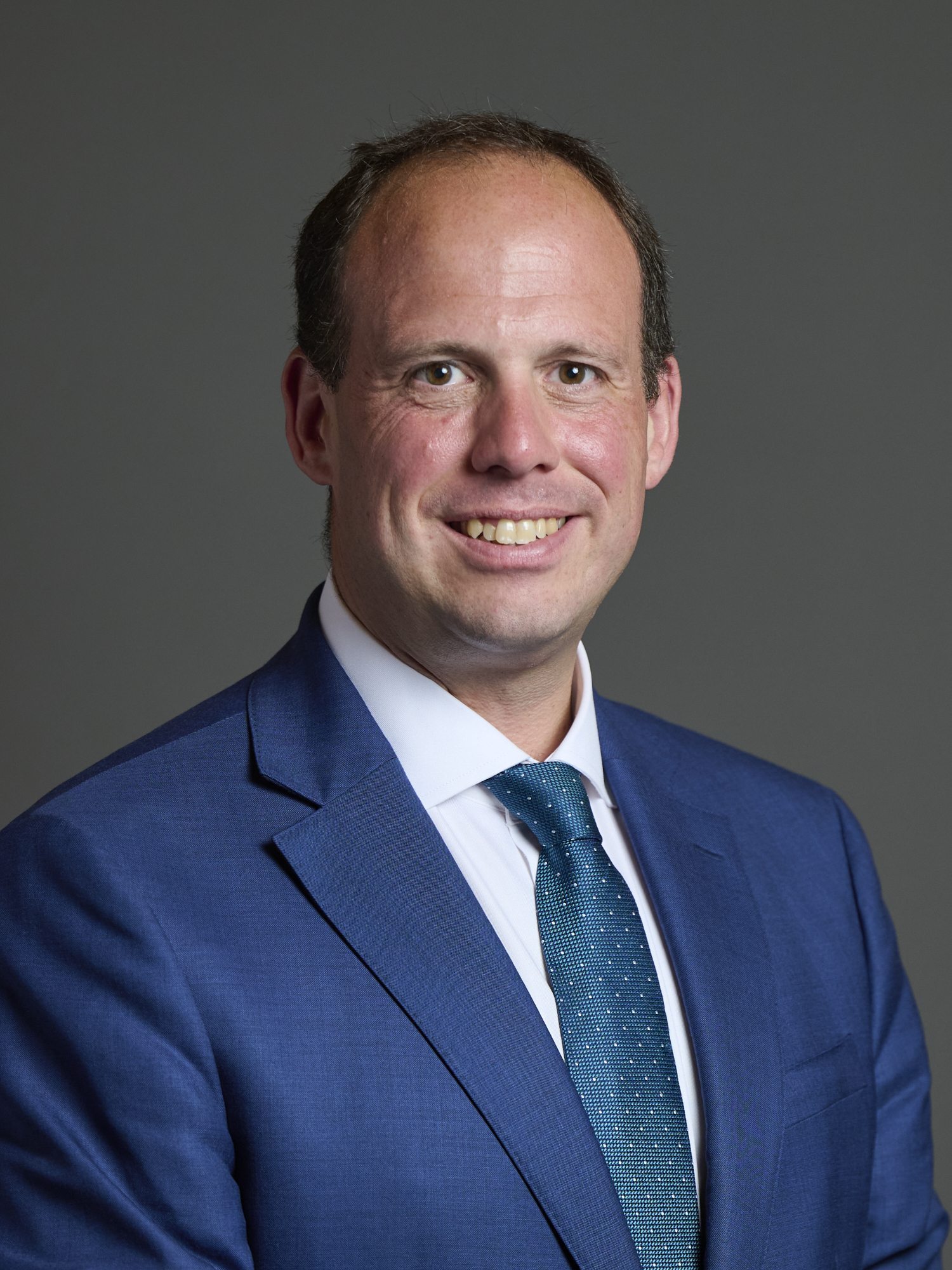

格雷格·史密斯（英語：Gregory David Smith，1979年3月3日—）是英國的一位政治家，所屬政黨是保守黨。他在2019年英國大選中當選白金漢的議員。